# Lionel Maurel
Pour les articles homonymes, voir Maurel.
Lionel Maurel est un juriste, conservateur de bibliothèques et blogueur né en 1976. Ses billets portent sur les communs et le droit d'auteur à l'ère du numérique.

## Biographie
(janvier 2019).
Titulaire d'un DEA de droit public fondamental de l'université Toulouse-I-Capitole (1999), Lionel Maurel réussit le concours de conservateur des bibliothèques en 2006.
Il est d'abord en poste à la BnF où il coordonne les relations de Gallica avec les bibliothèques partenaires spécialisées en droit et sciences politiques. Il rejoint ensuite en 2011 la BDIC (Université Paris Nanterre) où il est responsable des projets numériques. En 2015, il devient responsable de la valorisation de l'Information Scientifique et Technique (IST) à l'Université Paris Lumières.
En 2019, il devient directeur adjoint scientifique pour l'information scientifique et technique à l'Institut des Sciences Humaines et Sociales du Centre National de la Recherche Scientifique.

### Activité militante et travaux
Lionel Maurel est cofondateur avec Silvère Mercier du collectif Savoirscom1 et participe à de nombreuses conférences sur le thème des biens communs, la culture libre et le domaine public.
Il identifie dans l'actualité les dérives les plus pertinentes des droits de propriété intellectuelle, dans une revue hebdomadaire publiée sur la plate-forme de blog Tumblr : Copyright Madness et sur Numerama (Copyright Madness). Depuis février 2009, il est l'auteur du blog S.I.Lex, au croisement des sciences de l'information et du droit.
Lionel Maurel est membre du collège d'orientation stratégique de l'association La Quadrature du Net pour la défense des libertés citoyennes sur l'Internet.
Comme solution au financement des créateurs d’œuvres numériques, il soutient la proposition formalisée par Philippe Aigrain, Contribution Créative, qu'il distingue de la licence globale. Il milite en particulier pour la légalisation du partage non marchand.

## Publications
- 2008 : Bibliothèques numériques : le défi du droit d'auteur, Presses de l'Enssib
- 2018 : Le web français de la Grande Guerre : réseaux amateurs et institutionnels, sous la direction de Valérie Beaudouin, Philippe Chevallier et Lionel Maurel